# 上田信 (イラストレーター)
上田 信（うえだ しん、1949年 - ）は、日本のイラストレーター、漫画家。青森県蓬田村出身。軍事関連の仕事を得意とする。

## 経歴
1949年、青森県蓬田村生まれ。中学卒業と同時に上京し、小松崎茂の最後の内弟子として5年間を過ごす。その後、モデルガンメーカーMGC宣伝部に就職し、2年後にイラストレーターとして独立。
1969年、初めて描いたボックスアートであるタミヤ　1/100「ミニジェット機シリーズ」を手がけた後に、他のメーカーのパッケージも描くようになる。
『タミヤニュース』では、「マンガ第二次世界大戦史」を連載し、後にカラー化されて田宮模型から発行された。また、「戦争映画あれこれ」を不定期で連載したこともあり、『戦争のはらわた』等の作品を取り上げた。また、2020年11月現在も同誌で連載が継続している菊地晟「モデラーのための戦史」のイラストを担当している。
他の著作に、『戦車メカニズム図鑑』（1997年、グランプリ出版）などがある。
監修したものとしては、デル・プラドコレクションの『バトルフィールド』がある。
MGC在籍中にさいとう・プロから「新連載の主役である殺し屋に持たせる銃は何がいいか?」という相談があり、最新の軍用銃だったM16を勧めたため、ゴルゴ13の主人公であるデューク・東郷の使用する銃となった。相談された際には狙撃に使うという説明が無かったため、作中では特注品であるなど後付けの設定が加えられた。